# Pierre-François Legendre
Pour les articles homonymes, voir Legendre.
Pierre-François Legendre, né le 6 mai 1974 à Québec, est un comédien et metteur en scène québécois.

## Carrière

### Filmographie
- 2002 : Québec-Montréal : Pierre-François
- 2005 : Horloge biologique : Paul
- 2005 : Maurice Richard : Georges Norchet
- 2008 : Dans une galaxie près de chez vous 2 : Conseiller du gouverneur suprême
- 2010 : Le Baiser du Barbu : Vincent
- 2010 : Cabotins de Alain DesRochers : Pedro Lajoie
- 2012 : La Peur de l'eau : Le sergent André Surprenant
- 2013 : Hot Dog : François Pigeon
- 2016 : 9, le film, sketch Fuite de Ricardo Trogi : Richard

### Séries télévisées
- 1997-2001 : Bouscotte : quincailler
- 2001 : Catherine : Simon
- 2003 : L'Auberge du chien noir : André Hubert
- 2004 : Les Bougon, c'est aussi ça la vie! : témoin de Johovah
- 2004-2014 : Il était une fois dans le trouble : Jon
- 2005-2009 : Les Invincibles : Carlos Fréchette
- 2006 : La Chambre no 13 : Ledg
- 2006 : Terreur au 3918 : Garde-malade
- 2007 : Legendre Idéal (série télévisée) : l'animateur
- 2010 : Rock et Rolland : Martin Roy
- 2011 : Comment survivre aux week-ends : date
- 2012 : Adam et Ève : Adam
- 2013 : 30 vies : Hugo Bonneau
- 2014 : Subito texto : Georges Boily
- 2014 : L'Académie secrète : Détective Steve
- 2016 : Comment devenir une légende : Le Roi René
- 2016-2018 : Les Simone : Jean-Simon
- 2016 : Conseils de famille / Clovis : Yves Blondin
- 2019 : Ruptures : Me Dubuc
- 2020 : District 31 : André[1]

## Distinctions

### Récompenses
- 2012 : Insigne de Cristal du meilleur acteur au Festival international du film policier de Liège pour La Peur de l'eau

### Nominations
- Meilleure interprétation premier rôle : jeunesse - 20e Gala des prix Gémeaux pour son interprétation de Jon dans Il était une fois dans le trouble[Quand ?]
- Nomination pour le Prix Artis[Quand ?]